# Alfred Dunhill Cup
De Alfred Dunhill Cup was een golftoernooi dat werd gespeeld van 1985 tot en met 2000. Van 1985-1991 droeg het toernooi de naam Dunhill Cup, daarna Alfred Dunhill Cup. De cup is genoemd naar Alfred Dunhill (1872-1959), Engels tabaksfabrikant en uitvinder.
Teams die bij de Dunhill Cup hun land vertegenwoordigen, bestaan uit drie spelers. Ieder land mag één team sturen. Het begon als het Teams Wereldkampioenschap.
De eerste editie was in 1985.  Er deden 16 landen aan mee. Via een poule fase werd na drie dagen beslist welke landen aan de halve finale en de finale op zondag mochten meedoen.

## Winnaars
| Jaar               | Winnaar          | Team                                                           |
| Dunhill Cup        | Dunhill Cup      | Dunhill Cup                                                    |
| ------------------ | ---------------- | -------------------------------------------------------------- |
| 1985               | Australië        | David Graham, Graham Marsh, Greg Norman                        |
| 1986               | Australië        | Rodger Davis, David Graham, Greg Norman                        |
| 1987               | Engeland         | Gordon J. Brand, Howard Clark, Nick Faldo                      |
| 1988               | Ierland          | Eamonn Darcy, Ronan Rafferty, Des Smyth                        |
| 1989               | Verenigde Staten | Mark Calcavecchia, Tom Kite, Curtis Strange                    |
| 1990               | Ierland          | David Feherty, Ronan Rafferty, Philip Walton                   |
| 1991               | Zweden           | Anders Forsbrand, Per-Ulrik Johansson, Mats Lanner             |
| Alfred Dunhill Cup |                  |                                                                |
| 1992               | Engeland         | David Gilford, Steven Richardson, Jamie Spence                 |
| 1993               | Verenigde Staten | Fred Couples, John Daly, Payne Stewart                         |
| 1994               | Canada           | Dave Barr, Rick Gibson, Ray Stewart                            |
| 1995               | Schotland        | Andrew Coltart, Colin Montgomerie, Sam Torrance                |
| 1996               | Verenigde Staten | Phil Mickelson, Mark O'Meara, Steve Stricker                   |
| 1997               | Zuid-Afrika      | Ernie Els, David Frost, Retief Goosen                          |
| 1998               | Zuid-Afrika      | Ernie Els, David Frost, Retief Goosen                          |
| 1999               | Spanje           | Sergio García, Miguel Ángel Jiménez, José María Olazabal       |
| 2000               | Spanje           | Miguel Ángel Jiménez, Miguel Ángel Martín, José María Olazabal |